# Ponil
Il Ponil (in russo  По́нил?) è un fiume della Russia siberiana occidentale, affluente di sinistra della Loz'va, nel bacino dell'Irtyš. Scorre nel distretto urbano della città di Ivdel' (oblast' di Sverdlovsk).
La sorgente del fiume si trova in un'area boschiva, circa 8 chilometri a est della palude di Kendyr. Nel corso superiore il fiume Ponil scorre principalmente verso sud, per poi svoltare verso ovest. Il letto del fiume è estremamente tortuoso. Nel corso inferiore del fiume ci sono molte lanche e laghi, la zona è paludosa. A 70 km dalla foce riceve il suo affluente Malyj Ponil (lungo 51 km), proveniente dalla destra idrografica. Sfocia nel fiume Loz'va a 214 km dalla foce. Il fiume ha una lunghezza di 144 km, il suo bacino è di 1 130 km².